# Мусси-Вернёй
Мусси́-Вернёй (фр. Moussy-Verneuil) — коммуна во Франции, находится в регионе Пикардия. Департамент коммуны — Эна. Входит в состав кантона Гиньикур. Округ коммуны — Лан.
Код INSEE коммуны — 02531.

## Население
Население коммуны на 2010 год составляло 127 человек.
| 1962 | 1968 | 1975 | 1982 | 1990 | 1999 | 2010 |
| ---- | ---- | ---- | ---- | ---- | ---- | ---- |
| 122  | 128  | 109  | 92   | 103  | 113  | 127  |

## Экономика
В 2010 году среди 78 человек трудоспособного возраста (15—64 лет) 47 были экономически активными, 31 — неактивными (показатель активности — 60,3 %, в 1999 году было 62,7 %). Из 47 активных жителей работали 40 человек (24 мужчины и 16 женщин), безработных было 7 (6 мужчин и 1 женщина). Среди 31 неактивных 9 человек были учениками или студентами, 9 — пенсионерами, 13 были неактивными по другим причинам.